# ジェイムズ・ピーチェイ (初代セルジー男爵)
初代セルジー男爵、ジェイムズ・ピーチェイ（英語: James Peachey, 1st Baron Selsey 1723年3月8日 – 1808年2月1日）は、イギリス（グレートブリテン王国）の貴族、政治家。
第2代準男爵サー・ジョン・ピーチェイの次男として生まれ、1765年に兄から準男爵位を継承した。
1755年よりシーフォード選挙区選出の庶民院議員を務める。1760年にジョージ3世の寝室宮内官に任命される。1791年には衣服長官となった。1794年にカウンティ・オブ・サセックスのセルジーのセルジー男爵（Baron Selsey, of Selsey in the County of Sussex）の爵位が与えられた。
1808年に84歳で死去。1747年に結婚した妻ジョージアナ・キャロライン（初代デロラン伯爵ヘンリー・スコットの次女）との間に生まれた息子ジョンが襲爵した。妻は1809年にロンドンのバークリー・スクエアで死去した。